# Pristomerus testaceus
Pristomerus testaceus är en stekelart som beskrevs av Morley 1913. Pristomerus testaceus ingår i släktet Pristomerus och familjen brokparasitsteklar. Inga underarter finns listade i Catalogue of Life.